# Pequena Taça do Mundo de 1970
A Pequena Taça do Mundo foi um tradicional torneio amistoso realizado em Caracas, na Venezuela, conhecido como “Pequeña Copa del Mundo”. O nome original da competição era “Troféu Marcos Pérez Jiménez” em referência ao então presidente venezuelano.
Foi organizado e mantido por empresas venezuelanas, e teve ao todo 13 edições, sempre contando com a participação de equipes europeias e sul-americanas.
Na edição de 1970, durante uma excursão pelas Américas, o Santos foi convidado e protagonizou o torneio, enfrentando três equipes da Europa. Disputada em pontos corridos, o Vitória de Setúbal ficou com o título, após vencer as suas três partidas, e o time da Vila, com o vice-campeonato. Como o clube português já havia vencido todas as suas partidas, não houve a necessidade da realização do jogo entre Santos x Werder Bremen.
Participantes:Santos, Vitória Futebol Clube , Chelsea e Werder Bremen
Fichas Técnicas:
07/05/1970 – Santos 1 x 3 Vitória de Setúbal
Gols: Tom aos 3min e Lima aos 21min do primeiro tempo; Turcão (c) aos 42min e Guerreiro aos 45min do segundo tempo.
Local: Estádio Universitário de Caracas, em Caracas, Venezuela.
Público: 15 mil pessoas aproximadamente
Renda: NCr$ 123.000,00
Árbitro: Sérgio Bini, Venezuelano
Santos: Joel Mendes (Edevar); Turcão, Ramos Delgado, Djalma Dias e Rildo; Léo Oliveira e Pitico; Davi, Picolé, Djalma Duarte (Lima) e Abel. Técnico: Antoninho
Vitória: Torres; Rebelo, Cardoso, Correia e Carriço; Tomé e José Maria; Wagner, Guerreiro, Batista e Jacinto João. Técnico: Pedroto
Ocorrências: Quando a delegação do Santos chegou ao estádio, ocorria uma manifestação de estudantes contra a participação dos soldados norte-americanos, e com a chegada do exército para “apartar”, só piorou a revolta. Os jogadores Ramos Delgado e Douglas e o chefe da delegação, General Osman sofreram ferimentos leves.
12/05/1970 – Santos 4 x 1 Chelsea
Gols: Léo Oliveira aos 5min e Douglas aos 7min do primeiro tempo; Davi aos 17min, Weller aos 27min e Pitico aos 36min do segundo tempo.
Local: Estádio Universitário de Caracas, em Caracas, Venezuela.
Público: 15 mil pessoas aproximadamente
Renda: NCr$ 198.000,00
Árbitro: Rene Munhoz
Santos: Joel Mendes; Turcão, Ramos Delgado, Djalma Dias e Rildo; Léo Oliveira e Pitico; Davi, Douglas, Djalma Duarte (Picolé) e Abel (Lima). Técnico: Antoninho
Chelsea: Hughes; Harris, Webb, Hinton e Boyle; Hollins e Cooke; Weller, Tambling, Hutchinson e Housemar.
1. ↑  http://acervosantosfc.com/pequena-taca-do-mundo-1970/